# Rebeccu
Rebeccu è l'unica frazione del comune di Bonorva, in provincia di Sassari, da cui dista circa sei chilometri. Il centro è posto a mezza costa del monte Cuccuru de Pischinas a un'altezza di 408 m e da questa posizione domina la piana di Santa Lucia.

## Storia
In epoca giudicale Rebeccu era un importante centro del Meilogu. Feudo del Regno di Arborea compare per la prima volta in documenti del 1300 in cui figurava come capoluogo della curatoria di Costa de Addes (o Costavalle) e sede residenziale del Curatore. Con i suoi 400 abitanti era il centro più importante e popolato della zona e ad esso erano subordinate le ville di Bonorva e Semestene ed il villaggio di Trequiddo. Nel 1353 fu invaso ed incendiato da Rambaldo de Corbera, che era in guerra con Mariano IV d'Arborea. Il 14 gennaio 1388, nel piazzale antistante la chiesa di Santa Maria (oggi Santa Giulia), si radunarono i rappresentanti della curatoria di Costa de Addes per approvare il trattato di pace fra il re Giovanni I d'Aragona e la giudicessa Eleonora d'Arborea (Ultima Pax Sardiniae, firmata a Cagliari il 24 gennaio 1388).
A partire dal '400, a causa probabilmente di pestilenze e carestie, inizia la decadenza di Rebeccu: un censimento del 1485 indica un numero di abitanti tra i 280 e i 350 con 70 fuochi censiti, calati a 228 e 57 fuochi nel 1589. Nel '600 si contavano 27 famiglie (39 maschi e 41 femmine); centocinquanta abitanti a fine '800, sei famiglie negli anni cinquanta ed un solo abitante residente dal gennaio 2007.
Rebeccu divenne frazione di Bonorva il 31 dicembre del 1875.

### La fonte sacra di Su Lumarzu
A soli 300 m da Rebeccu si trova la fonte sacra di Su Lumarzu, una fontana prenuragica ben conservata, chiusa quasi interamente da una cupoletta in pietra del diametro di 97 cm, nella quale, alla base, si apre una finestrella di circa 50 cm per il prelievo dell'acqua. La presenza di sedili e altri elementi posti ai lati della fonte fanno supporre che in antichità il sito fosse luogo di cerimonie sacre e di prove di ordalia.
In età cristiana la fontana fu "purificata" mediante l'incisione di una croce latina sulla lastra di chiusura del thòlos.

## Bibliografia

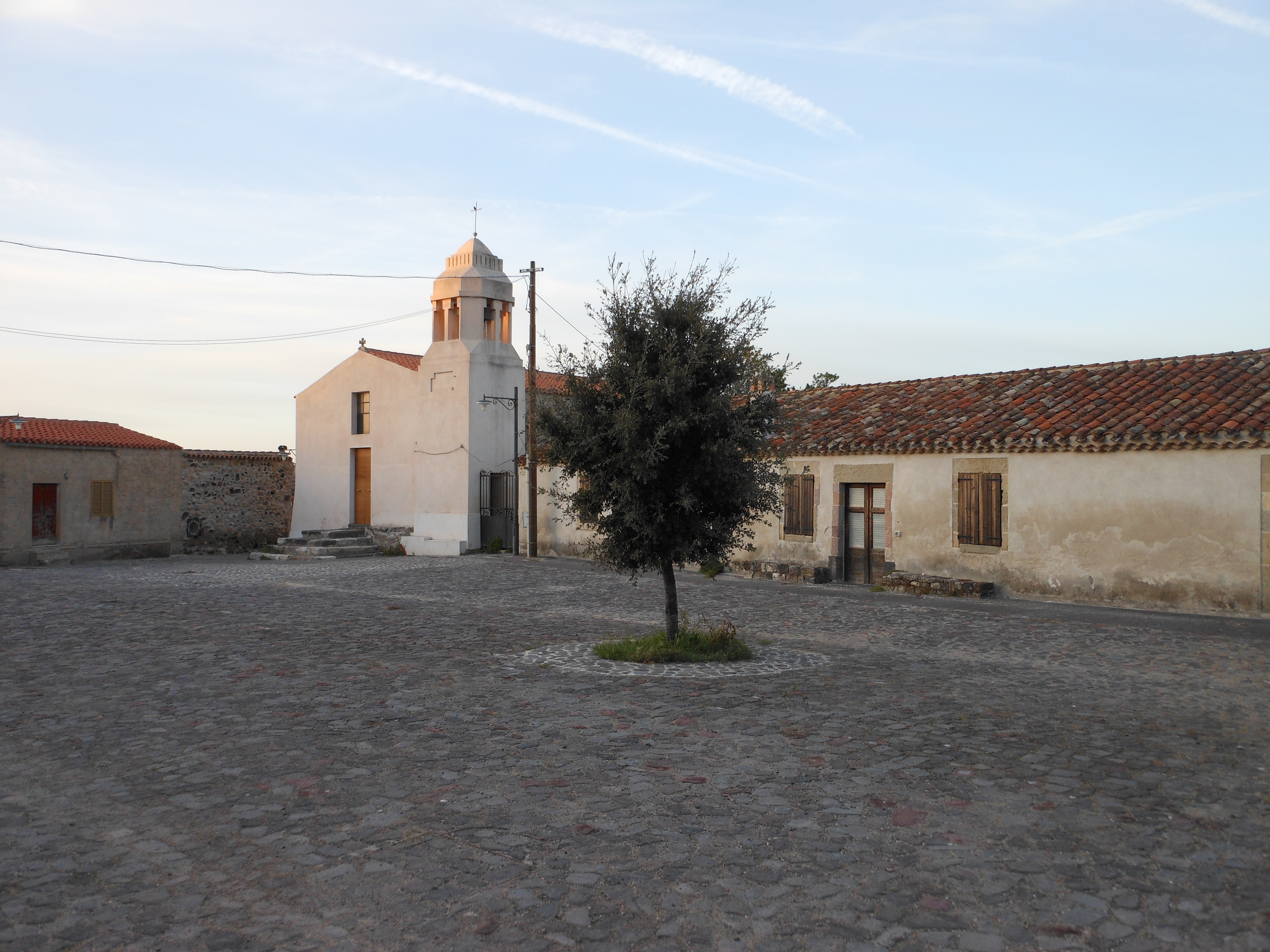
La piccola piazza